# Суворовка (Ростовская область)
Суворовка — хутор в Октябрьском районе Ростовской области.
Входит в состав Персиановского сельского поселения.

## География
На хуторе имеется одна улица — Красноармейская.

## История
Возник как посёлок 3-е отделение совхоза Кадамовский, до 2006 года не имел официального статуса. Постановлением правительства РФ от 19 января 2006 года № 19 вновь образованному хутору присвоено название Суворовка.

## Население
| 2010 |
| ---- |
| 185  |